# Queer Eye for the Straight Girl
Queer Eye for the Straight Girl è uno spin-off dello show televisivo Queer Eye for the Straight Guy. Come suggerisce il nome il programma si concentra su dei restyling per le donne mentre segue il formato dello programma originale. In contrasto con la serie originale, che è per lo più ambientata a New York City, Queer Eye for the Straight Girl è ambientato a Los Angeles. I membri del cast sono chiamati "The Gal Pals" e comprendono tre gay e una lesbica. Lo spettacolo non ha avuto successo e si è concluso dopo la prima stagione.

## Cast
- Robbie Laughlin ("The Look") - è specializzato in consigli di moda e bellezza.
- Danny Teeson ("The Life") - è specializzato nello stile di vita.
- Damon Pease ("The Locale") - è specializzato in interior design e arredamento.
- Honey Labrador ("The Lady") - è specializzata nella creazione di personaggi e espone le altre tre aree.

## Episodi
I titoli degli episodi fanno riferimento alla protagonista dello stesso.
| Puntata | Titolo      | Messa in onda USA | Messa in onda italiana |
| ------- | ----------- | ----------------- | ---------------------- |
| 1       | Rebeka D.   | 11 gennaio 2005   | Inedita                |
| 2       | Nicole H.   | 12 gennaio 2005   | Inedita                |
| 3       | Melissa C.  | 19 gennaio 2005   | Inedita                |
| 4       | Tamara W.   | 26 gennaio 2005   | Inedita                |
| 5       | Samantha P. | 2 febbraio 2005   | Inedita                |
| 6       | Laura L.    | 9 febbraio 2005   | Inedita                |
| 7       | Kristen M.  | 16 febbraio 2005  | Inedita                |
| 8       | Kim D.      | 2 marzo 2005      | Inedita                |
| 9       | Luz H.      | 9 marzo 2005      | Inedita                |
| 10      | Deena M.    | 16 marzo 2005     | Inedita                |
| 11      | Sandi S.    | 23 marzo 2005     | Inedita                |
| 12      | Lauren F.   | 8 maggio 2005     | Inedita                |
| 13      | Kimberly K. | 8 maggio 2005     | Inedita                |